# Iszet (királyné)
Iszet (vagy Ízisz) királyné az ókori egyiptomi XVIII. dinasztia idején, III. Thotmesz anyja.
Ő szülte a fáraó egyetlen fiát, a későbbi III. Thotmeszt, akinek múmiapólyáján említik Iszet nevét. Egy karnaki szobron is említik. Bár van, ahol nagy királyi hitvesként hivatkoznak rá, férje életében biztosan nem ő, hanem Hatsepszut viselte a címet, és Iszet nevéhez csak később, fia uralkodása alatt társították; valójában még azt sem tudni, II. Thotmesznek a felesége vagy csak ágyasa volt. Fia uralkodása alatt viselte továbbá „a király anyja” címet, valamint – bár feltehetőleg csak halála után – Thotmesz „az isten felesége” címet is anyjára ruházta.
Címei: Nagy királyi hitves (ḥm.t-nỉswt wr.t), Szeretett nagy királyi hitves (ḥm.t-nỉswt wr.t mrỉỉ.t=f), Alsó- és Felső-Egyiptom asszonya (ḥnwt-šmˁw-mḥw), Nagy kegyben álló (wr.t-ḥzwt), Örökös hercegnő (ỉrỉỉ.t-pˁt), A király anyja (mwt-nỉswt), Az isten felesége (ḥm.t-nṯr).